# キプリス
CYPRIS（キプリス）は、東京都江東区に本社を置く革製品や革鞄等を扱う株式会社モルフォ（MORPHO Co.,Ltd.）が1995年に設立したオリジナルブランド。コードバンやブライドルレザー、カーフなどからなる革小物およびバッグを取り揃えている。

## 概要
1995年創業の株式会社モルフォが立ち上げた高級革製品ブランド。

ブランド名「キプリス」の由来は、中南米の熱帯雨林に生息する世界でもっとも美しいとされる蝶類のこと。ブルーに光り輝くモルフォ蝶の中でも、ひときわ美しい「キプリス・モルフォ」蝶。

自然界に孤高を保ち美の頂点を極める蝶の名前をブランド名にした理由は、「一生愛せる本質的価値のあるものづくり」をコンセプトに
どんな手間も惜しまないことを基本理念としているからである。
モルフォでは、ものづくりの基本を大切にしている。

それは「素材を厳選すること」、「機能性にこだわること」、「技術を探求し品質の向上に努めること」。

そのための見えない工程にも手間を惜しまない。
特に日本製にこだわるブランド「キプリス」では、通常の革小物より工程数が多い上、ハンドメイド比率が70％を超える。

とりわけ最高級のシリーズに至っては、90％以上が人の手仕事に頼らなければならず、工房では50年近いキャリアを持つ職人が、次世代を担う若い職人たちに技術を伝えながら、現代のユーザーに通じる商品を生み出している。

## 店舗展開
全国百貨店で販売しており、直営店は大丸心斎橋店にある。

## 歴史
- 1995年 - MORPHO(モルフォ）社設立、CYPRIS（キプリス）ブランド立ち上げ 、和光オリジナルで取引開始、丸善×キプリスＷネーム企画で取引開始、伊勢丹新宿店で百貨店としては初の展開を開始する
- 1996年 - 関西地区では百貨店初となる大丸心斎橋店で展開開始
- 1997年 - 手作り感のあるカジュアルブランドS・coeur（エスクール）を立ち上げ販売開始
- 1998年 - アメリカ靴ブランドCOLE HAAN（コールハーン）のレザーグッズコレクション「日本の匠シリーズ（革小物）」「ベルト」などコール ハーン直営店及び百貨店での展開を開始する
- 2000年 - レディース、ハンドバッグを中心としたブランドCYPRIS WOMEN（キプリス・ウィメン）を立ち上げる
- 2001年 - ユナイテッドアローズ　束矢レーベル（高級ライン）× キプリスのWネーム企画で展開開始
- 2004年 - 徳間書店 雑誌「グッズプレス」コラボ企画で発表した革小物「ハイブリッドレザー 」販売開始、話題になる
- 2006年 - 韓国ロッテ百貨店明洞本店でキプリス販売開始
- 2008年 - シンガポール伊勢丹スコッツ店でキプリス販売開始
- 2011年 - ニューヨーク紀伊国屋書店の「和技ＷＡＺＡショップ・ニューヨーク」でキプリスを販売開始
- 2014年 - 日本メンズファッション協会、会員企業6社とイタリア・フィレンツェで行なわれているピッティ・イマジネ・ウオモにキプリスを出展する
- 2015年 - 香港　Tasselsにて販売開始
- 2016年 - ヴェトナム Quice Vietnamにて販売開始

- 2016年 - ニューヨークSOHOの「和技WAZAコンセプトストア」でキプリス販売開始[3]

- 2018年 - タイ Siam Takashimayaにて販売開始
- 2021年 - アメリカ・ロサンゼルスJapanHouseにて販売開始

## 繊研新聞社主催「百貨店バイヤーズ賞メンズ部門」受賞履歴
2003年　話題賞

2004年　ベストセラー賞

2005年　ベストセラー賞

2006年　ベストセラー賞

2007年　ベストセラー賞

2008年　ベストセラー賞

2009年　ベストセラー賞

2010年　ベストセラー賞

2011年　ベストセラー賞

2012年　繊研新聞社バイヤーズ賞、30回記念賞

2013年　ベストセラー賞

2014年　ベストセラー賞

2015年　ベストセラー賞

2016年　ベストセラー賞

2017年　ベストセラー賞

2018年　ベストセラー賞

2019年　ベストセラー賞

2022年　ベストセラー賞

2023年　ベストセラー賞